# ویدئوشناسی بلک‌پینک
این مقاله ویدئوشناسی گروه کره‌ای بلک‌پینک است. این گروه ۱۴ موزیک ویدئو دارد.

## موزیک ویدئوها
| موزیک ویدئو                             | سال  | کارگردان(ها) | مدت  | منابع  |
| --------------------------------------- | ---- | ------------ | ---- | ------ |
| «سوت» (휘파람)                          | ۲۰۱۶ | بوم‌جین جی    | ۳:۵۱ | [ ۱ ]  |
| «بوم‌بایا» (붐바야)                      | ۲۰۱۶ | سو هیون-سونگ | ۴:۰۴ | [ ۲ ]  |
| «بازی با آتش» (불장난)                  | ۲۰۱۶ | سو هیون-سونگ | ۳:۲۹ | [ ۳ ]  |
| «بمان»                                  | ۲۰۱۶ | هان سا-مین   | ۴:۰۱ | [ ۴ ]  |
| «انگار که این آخرین بارته» (마지막처럼) | ۲۰۱۷ | سو هیون-سونگ | ۳:۳۷ | [ ۵ ]  |
| «دو-دو دو-دو» (뚜두뚜두)                | ۲۰۱۸ | سو هیون-سونگ | ۳:۳۶ | [ ۶ ]  |
| «این عشق رو بکش»                        | ۲۰۱۹ | سو هیون-سونگ | ۳:۱۴ | [ ۷ ]  |
| «چطور دوستش داری»                       | ۲۰۲۰ | سو هیون-سونگ | ۳:۰۴ | [ ۸ ]  |
| «بستنی»                                 | ۲۰۲۰ | سو هیون-سونگ | ۳:۰۳ | [ ۹ ]  |
| «دخترهای دل‌باخته»                       | ۲۰۲۰ | سو هیون-سونگ | ۳:۲۲ | [ ۱۰ ] |
| «آماده برای عشق»                        | ۲۰۲۲ | —            | ۳:۰۶ | [ ۱۱ ] |
| «زهر صورتی»                             | ۲۰۲۲ | سو هیون-سونگ | ۳:۱۴ | [ ۱۲ ] |
| «شات داون»                              | ۲۰۲۲ | سو هیون-سونگ | ۳:۰۰ | [ ۱۳ ] |

## دی‌وی‌دی و بلو-ری (بی‌دی)
| عنوان                                                  | جزئیات آلبوم                                                                          | بالاترین موقعیت جدول | بالاترین موقعیت جدول | فروش‌ها        |
| عنوان                                                  | جزئیات آلبوم                                                                          | ژاپن                 | ژاپن                 | فروش‌ها        |
| عنوان                                                  | جزئیات آلبوم                                                                          | دی‌وی‌دی               | بلو-ری               | فروش‌ها        |
| ------------------------------------------------------ | ------------------------------------------------------------------------------------- | -------------------- | -------------------- | ------------- |
| بلک‌پینک آرنا تور «Special Final In Kyocera Dome Osaka» | - انتشار: ۲۲ مارس ۲۰۱۹ - ناشر: وای‌جی‌ئی‌اکی - قالب‌ها: دی‌وی‌دی، بلو-ری، دانلود دیجیتال    | ۹                    | ۱۷                   | - JPN: 6,549  |
| تور بلک‌پینک ۲۰۱۸ 'در منطقه شما' سئول                   | - انتشار: ۳۰ اوت ۲۰۱۹ - ناشر: وای‌جی انترتینمنت - قالب‌ها: دی‌وی‌دی، دانلود دیجیتال       | —                    | —                    |               |
| تور جهانی ۲۰۱۹–۲۰۲۰ بلک‌پینک در منطقه شما - توکیو دم    | - انتشار: ۶ مه ۲۰۲۰ - ناشر: یونیورسال میوزیک - قالب‌ها: دی‌وی‌دی، بلو-ری، دانلود دیجیتال | ۱                    | ۱                    | - JPN: 15,101 |
| بلک‌پینک ۲۰۲۱ 'د شو' لایو                               | - انتشار: ۱۸ ژوئن ۲۰۲۱ - ناشر: وای‌جی انترتینمنت - قالب‌ها: دی‌وی‌دی، دانلود دیجیتال      | —                    | —                    |               |

## سایر انتشارها
| عنوان                                                                 | جزئیات                                                                                         | بالاترین موقعیت | بالاترین موقعیت |
| عنوان                                                                 | جزئیات                                                                                         | ژاپن            | ژاپن            |
| عنوان                                                                 | جزئیات                                                                                         | دی‌وی‌دی          | بلو-ری          |
| --------------------------------------------------------------------- | ---------------------------------------------------------------------------------------------- | --------------- | --------------- |
| Blackpink's 2019 Welcoming Collection                                 | - انتشار: ۲۴ فوریه ۲۰۱۹ - ناشر: وای‌جی انترتینمنت - قالب‌ها: دی‌وی‌دی                              | —               | —               |
| خانه بلک‌پینک                                                          | - انتشار: ۱۳ مارس ۲۰۱۹ (EP 1-6) - ناشر: وای‌جی انترتینمنت، وای‌جی‌ئی‌اکس - قالب‌ها: دی‌وی‌دی، بلو-ری  | ۶۶              | ۵۲              |
| خانه بلک‌پینک                                                          | - انتشار: ۱۳ مارس ۲۰۱۹ (EP 7-12) - ناشر: وای‌جی انترتینمنت، وای‌جی‌ئی‌اکس - قالب‌ها: دی‌وی‌دی، بلو-ری | ۶۹              | ۵۳              |
| خاطرات تابستانی بلک‌پینک ۲۰۱۹ [در هاوایی]                              | - انتشار: ۹ سپتامبر ۲۰۱۹ - ناشر: وای‌جی انترتینمنت - قالب‌ها: دی‌وی‌دی                             | —               | —               |
| Blackpink's 2020 Welcoming Collection                                 | - انتشار: ۴ مارس ۲۰۲۰ - ناشر: وای‌جی انترتینمنت - قالب‌ها: دی‌وی‌دی                                | —               | —               |
| خاطرات تابستانی بلک‌پینک ۲۰۲۰ [در سئول]                                | - انتشار: ۳۱ اوت ۲۰۲۰ - ناشر: وای‌جی انترتینمنت - قالب‌ها: دی‌وی‌دی                                | —               | —               |
| پنجمین سالگرد بلک‌پینک [۴+۱] خاطرات تابستانی ۲۰۲۱                      | - انتشار: ۲۵ اوت ۲۰۲۱ - ناشر: وای‌جی انترتینمنت - قالب‌ها: دی‌وی‌دی، کی‌آی‌تی                        | —               | —               |
| Blackpink's 2022 Welcoming Collection                                 | - انتشار: ۲ مارس ۲۰۲۲ - ناشر: وای‌جی انترتینمنت - قالب‌ها: دی‌وی‌دی                                | —               | —               |
| «—» بیانگر ضبط شده‌ای است که در قلمروی آن جدول نبوده یا منتشر نشده‌است. |                                                                                                |                 |                 |